# Suhoi Su-25
Suhoi Su-25 este un avion cu reacție cu un singur loc, cu două motoare dezvoltat în Uniunea Sovietică de Biroul de Proiectare Suhoi. A fost proiectat să asigure suport aerian la sol pentru Forțele Terestre Sovietice. Primul prototip a zburat prima dată pe 22 februarie 1975. După testare avionul a intrat în producția de serie în 1978 la Tbilisi în Republica Sovietică Georgia. NATO i-a atribuit numele de cod Frogfoot.
Variantele de mai devreme includeau avionul de antrenament cu două locuri Su-25UB, avionul Su-25BM pentru distrugerea țintei și avionul Su-25K pentru clienții de export. Variante îmbunătățite includ avionul Su-25T și avionul mai mult îmbunătățit Su-25TM. În 2007, avionul Su-25 este singurul avion blindat încă în producție. Este încă în serviciu în Rusia și în multe alte state CIS precum și la alți clienți de export.
În timpul celor 25 de ani în serviciu, avionul Su-25 a participat la acțiuni împreună cu numeroase forțe aeriene. A fost mult implicat în războiul sovietic din Afganistan, zburând în misiuni de contrainsurgență împotriva mujahedinilor. Forța Aeriană Irakiană a folosit avioane Su-25 împotriva Iranului în timpul războiului dintre Iran și Irak din 1980-1988. Majoritatea dintre avioane au fost distruse sau refugiate în Iran în Războiul din Golf din 1991. Zece ani mai târziu, Forța Aeriană Macedoneană au folosit avioane Su-25 împotriva separatiștilor albanezi în conflictul macedonean din 2001.

## Proiectare
Avionul are o formă aerodinamică normală cu o aripă trapezoidală montată în mijloc și o frână și o coadă de avion convenționale. Numeroase metale diferite în diferite cantități sunt folosite în construcția structurii: 60% aluminiu, 19% oțel, 13,5% titan, 2% aliaj din magneziu și 5,5% alte materiale.

### Carlinga

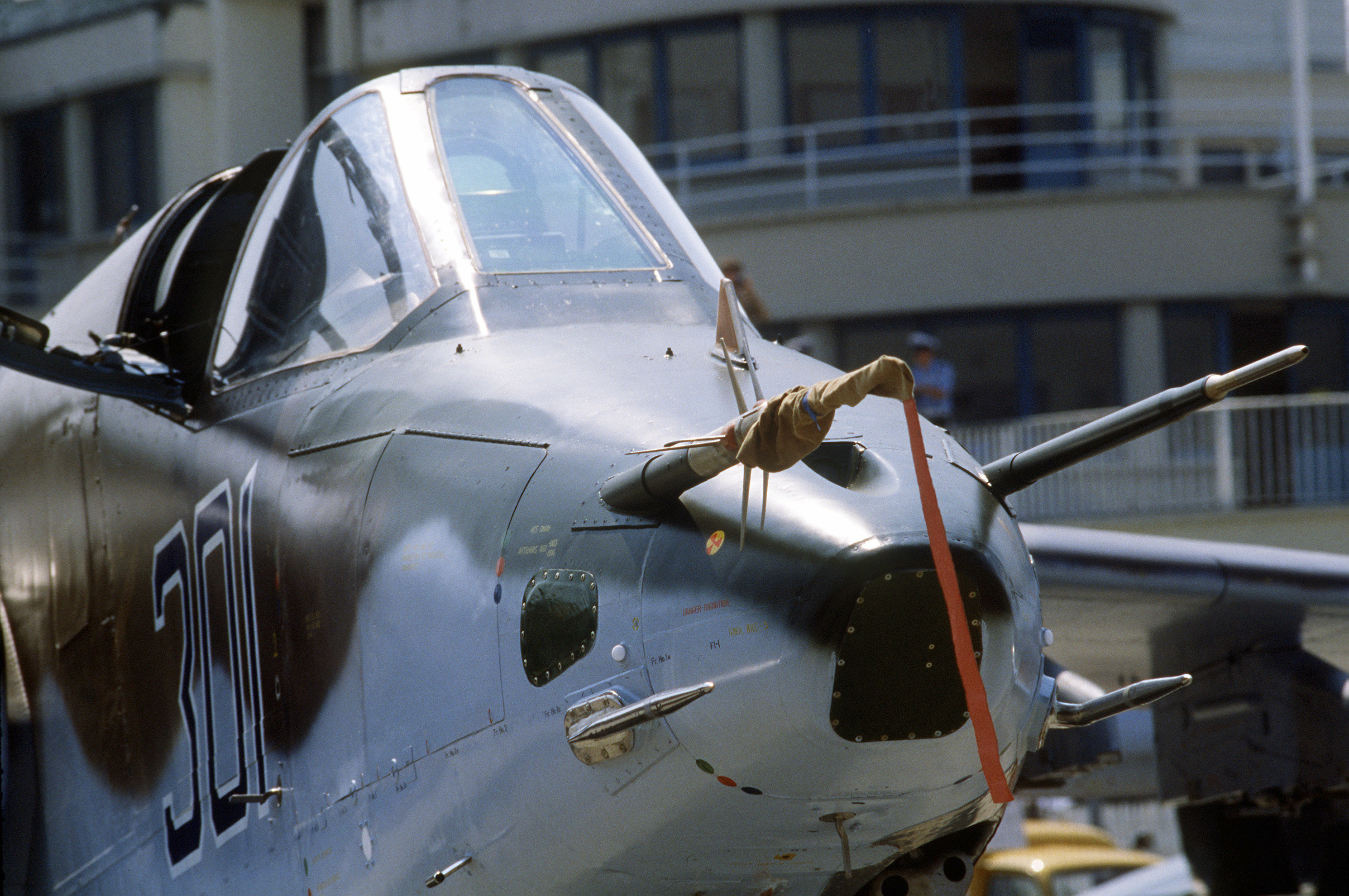
Vedere frontală Su-25

Pilotul stă pe un scaun de catapultare Zvezda K-36 și are instrumente de zbor standard. În spatele carlingii este un scaun pentru cap din 6% oțel subțire, montat în spatele capătului gros. Carlinga are o închidere în formă de cadă de baie din foi de titan sudate, cu porturi de tranzit în pereți. Șine de ghidare pentru scaunul de catapultare sunt montate pe peretele din spate al carlingii.
Tunul este amplasat într-un compartiment sub carlingă, montat pe o rază încărcătoare de rulmenți atașată de podeaua carlingii și structura de sprijin a vârfului fuzelajului. Un compartiment de avionică vidat este după carlingă și în fața rezervorului de combustibil din față. Pe partea din față de mână stângă, o scară construită înăuntru asigură accesul la carlingă, partea de sus a nacelelor motorului și aripa.
1. ↑  The International Directory of Military Aircraft 1996/97[*] Verificați valoarea |titlelink= (ajutor)
2. ↑  The International Directory of Military Aircraft 2002/03[*] Verificați valoarea |titlelink= (ajutor)
3. 1 2 3 4  World Air Forces 2014[*] Verificați valoarea |titlelink= (ajutor)
4. 1 2  World Air Forces 2008
5. ↑   https://web.archive.org/web/20090625124420/http://www.arms-expo.ru/site.xp/049049056053124049054052056.html, arhivat din original la 25 iunie 2009 Lipsește sau este vid: |title= (ajutor)